# Giuseppe Maria Castelli
Giuseppe Maria Castelli  (né le 4 octobre 1705 à Milan en Lombardie et mort le 9 avril 1780 à Rome) est un cardinal italien du XVIIIe siècle.

## Biographie
Castelli est trésorier général et percepteur de l'hôpital S. Spirito in Sassia à Rome. Le pape Clément XIII le crée cardinal lors du consistoire du 24 septembre 1759.
Le cardinal Caselli est préfet de la "Congrégation  pour la Propaganda Fide" de 1763 jusqu'à sa mort et camerlingue du Sacré Collège en 1766.  Il participe au conclave de 1769, lors duquel Clément XIV est élu pape, ainsi qu'à celui de 1774-1775 (élection de Pie VI).
Castelli est un grand ami du Saint Alphonse de Liguori.

### Sources
- Fiche du cardinal sur le site fiu.edu